# Катарина Амброзић
Катарина Амброзић (Мостар, 27. март 1925 — Београд, 7. септембaр 2003) била је доктор историје уметности, кустос, ликовни критичар, преводилац и професор на Универзитетима у Београду и Новом Саду.

## Школовање
Рођена је 27. марта 1925. године у Мостару. Студирала је на Филозофском факултету у Београду, где је дипломирала на одсеку за историју уметности 1948. године, у првој генерацији дипломаца историчара уметности после Другог светског рата. После дипломирања је наставила студије у Француској на École du Louvre у Паризу. Докторску тезу о Надежди Петровић и почецима модерне уметности у Југославији одбранила је у Љубљани као први историчар уметности са нашег простора који је докторирао на модерној уметности.

## Професионални рад
У периоду од 1948. до 1985. године је била радно ангажована у Народном музеју у Београду као кустос, научни саветник и шеф Одељења стране уметности. Упоредо са радом у музеју, од 1968. године предавала је на Факултету политичких наука у Београду, на групи Социологија културе, а од 1981. до 1995. године била је редовни професор историје уметности новог века и модерне уметности на Академији уметности у Новом Саду.
Уз редовне обавезе одржала је бројна јавна предавања и учествовала на међународним конгресима.
Крајем 1986. године изабрана је за шефа Одсека за ликовне уметности Академије уметности, а 1978. за продекана за научну и уметничку делатност у два мандата, док је 1992. изабрана за првог председника Научно-уметничког већа.
Преминула је 7. септембра 2003. године у Београду. Сећање на њен рад и заслуге на пољу културе подсећа ће нас и једна улица у Београду, на Звездари, која носи њено име.

## Чланство у удружењима
Била је:
- први секретар Удружења Југославија-Француска, од 1946. године,
- чланица Удружења преводилаца Србије, од 1955. године, касније члан управе и жирија за преводилачке награде,
- члан Удружења ликовних критичара Србије и Међународног удружења ликовних критичара (AICA), а касније и секретар AICA за Блиски исток и председница Југословенске секције од 1992. до 2000. године,
- председник југословенске секције Међународног удружења ликовних критичара,
- члан Европског удружења културе.

## Одликовања и награде
- Носилац је француског ордена витеза првог реда за књижевност и уметност La Croix de Chevalier des Arts et Lettres (1984),
- и шпанског ордена Izabel la Catolica-Oficial(1986).
- одликована је Орденом заслуга за народ са сребрним зрацима (1986),
- добитница награде „Михаило Валтровић“, коју додељује Заједница музеја Србије (1986),
- добитница награде Коларчеве задужбине (1998),
- добитница је и награде Културно-просветне заједнице Србије Златни беочуг за животно дело (1998), као и многих других признања.

## Награда „Проф. др Катарина Амброзић“
Библиотека града Београда, уз помоћ дародаваца, додељује награду „Проф. др Катарина Амброзић“, намењену подстицању и усавршавању најбољих студената са Одељења за историју уметности Филозофског факултета у Београду. Награда обухвата стипендију намењену истраживачком – студијском раду у Паризу.